# Jan Britstra
Jan Gerard Britstra (Norg, 10 april 1905 – Zwolle, 7 maart 1987) was een Nederlandse atleet, die zich had toegelegd op het hordelopen. Hij manifesteerde zich op de 110 m horden en nam op dit nummer eenmaal deel aan de Olympische Spelen.

## Loopbaan
Britstra maakte deel uit van de omvangrijke Nederlandse delegatie naar de Olympische Spelen van 1928 in Amsterdam. Hij nam er deel aan de 110 m horden, op welk nummer hij in de zevende serie een vierde plaats behaalde. Hiermee was hij uitgeschakeld.
Jan Britstra was leraar lichamelijke opvoeding van beroep en lid van de Zwolse atletiekvereniging AV PEC 1910. Later werd hij trainer van de bekende sprintster Tollien Schuurman.